# Med Flory
Meredith Irwin „Med“ Flory (* 27. August 1926 in Logansport, Indiana; † 12. März 2014 in Los Angeles) war ein US-amerikanischer Musiker (Tenor- und Altsaxophon, Klarinette, Komposition, Arrangement) des Modern Jazz und Schauspieler.

## Leben und Wirken
Flory, dessen Mutter Organistin war, lernte ab dem neunten Lebensjahr Klarinette und spielte zunächst in den Schulbands. Nach Ableistung des Wehrdienstes in einer Band der Luftstreitkräfte studierte er Philosophie an der University of Indiana. Dann war er als Instrumentalist und Arrangeur unter anderem bei Claude Thornhill (1950), Art Mooney und bei Woody Herman (1953) tätig. 1954 trat er in New York City, dann als Sänger in den Fernsehshows von Ray Anthony und 1958 auf dem Monterey Jazz Festival mit eigener Big Band auf. Er arbeitete mit wechselnden eigenen Formationen sowie mit Terry Gibbs (1960) und Art Pepper und ließ sich dann in Los Angeles nieder, wo er als Studiomusiker, Komponist und Schauspieler wirkte. Unter anderem spielte er in Serien wie Mannix, Lassie oder Bonanza. Im 1978 erschienenen Fernsehfilm Abenteuer in Atlanti (Originaltitel: The Amazing Captain Nemo) wirkte er ebenfalls als Schauspieler (in der Rolle des Tor) mit. 1972 war er Mitgründer der Formation Supersax, die mit einem fünfstimmigen Saxophonsatz Chorusse von zunächst Charlie Parker interpretierte. Ihr Debüt-Album „Supersax Plays Bird“ erhielt 1973 einen Grammy. 1974 folgten Auftritte auf diversen nordamerikanischen Festivals und im Folgejahr eine Japantournee. Die meisten Stücke der Band, die Mitte der 1980er Jahre auch intensiver mit den „LA Voices“ zusammenarbeitete, arrangierte Flory.